# 施米达河畔锡岑多夫
施米达河畔锡岑多夫是奥地利下奥地利州霍拉布伦县的一个市镇。总面积61.83平方公里，总人口2231人，人口密度36.1人/平方公里（2005年）。